# Parelmurene
De Parelmurene (Gymnothorax meleagris) is een murene die voorkomt in de Grote en Indische Oceaan op een diepte tot 36 meter. De soort kan een lengte bereiken van 1,2 m.